# Karbylaminová reakce
Karbylaminová reakce (také nazývaná Hoffmannova syntéza isokyanidů) je reakce, při níž vzniká isokyanid z primárního aminu, chloroformu a zásady. Meziproduktem je dichlorkarben.
Příkladem může být reakce terc-butylaminu s chloroformem a hydroxidem sodným za přítomnosti benzyltriethylamoniumchloridu jako katalyzátoru:
(CH3)3CNH2 + CHCl3 + 3 NaOH → (CH3)3CNC + 3 NaCl + 3 H2O
Obdobná reakce byla popsána i u anilinu.

## Důkaz přítomnosti primárních aminů
Jelikož jde o jedinou známou reakci specifickou pro primární aminy, tak může být karbylaminová reakce použita jako důkaz přítomnosti primárních aminů ve vzorku. Vzorek se zahřívá s alkoholovým roztokem hydroxidu draselného a chloroformem. Pokud se v něm nachází primární aminy, tak se tvoří isokyanid, což je patrné díky zřetelnému zápachu. Sekundární a terciární aminy takto nereagují.

## Mechanismus
Karbylaminová reakce spočívá v adici aminu na dichlorkarben, což je reaktivní meziprodukt dehydrohalogenace chloroformu.